# Electrolaser
Pour un article plus général, voir Arme à énergie dirigée.
 (décembre 2016).
Si vous disposez d'ouvrages ou d'articles de référence ou si vous connaissez des sites web de qualité traitant du thème abordé ici, merci de compléter l'article en donnant les références utiles à sa vérifiabilité et en les liant à la section « Notes et références ».
Un électrolaser est un type d'arme à énergie dirigée délivrant des chocs électriques. 

## Principe
Un électrolaser utilise les lasers pour former un canal d'air ionisé (plasma) conducteur. Une fraction de seconde après, un puissant courant électrique est envoyé vers la cible à travers ce canal d'air conducteur. Le courant alternatif est envoyé à travers une série de transformateurs en cascade, pour créer une tension très élevée. La tension finale se situe entre 108 et 109 volts.

## Utilisation
Un électrolaser peut servir de pistolets à impulsions électriques de grande portée[Laquelle ?].

## Exemples
Il existe plusieurs systèmes, encore à l'état de prototype : HSV Technologies, Ionatron (en), Phoenix.
HSV Technologies, anciennement à San Diego en Californie, ont conçu un dispositif non létal. Il s'agit d'un électrolaser utilisant une lumière laser ultraviolette, pour immobiliser sans contact des cibles vivantes à distance. 